# Adelpherupa flavescens
Adelpherupa flavescens là một loài bướm đêm trong họ Crambidae.